# سيمون غاتي
سيمون غاتي (16 فبراير 1981 بويلاند في كندا - ) هو لاعب كرة قدم كندي في مركز الدفاع. لعب مع مونتريال إمباكت (1992–2011) وRhode Island Stingrays ‏ وSt. Catharines Roma Wolves ‏.

## وصلات خارجية
- سيمون غاتي على موقع قاعدة بيانات كرة القدم.إي يو (الإنجليزية)